# Marios Joannou Elia
Pour les articles homonymes, voir Elia.
Marios Joannou Elia (né le 19 juin 1978) est un compositeur et un directeur artistique chypriote.

## Éléments marquants
Il a créé notamment en 2011 un spectacle audiovisuel unique, avec un ensemble «autosymphonique» (une symphonie d'une heure composée pour 265 musiciens : orchestre symphonique, voitures, percussionnistes,  chœur d'enfants, orchestre pop, etc.)  à Mannheim. 
La ville de Kyoto l’a ensuite invité pour créer Sound of Kyoto. Avant ça, il a composé plus de 80 travaux, dont l’opéra Die Jagd à l’Opéra de Stuttgart.
Avec Sound of Vladivostok, il a acquis une renommée en Russie.
IL a reçu plus de 40 prix, dont les prix Lutoslawski et Serocki à Varsovie, le prix Edison Denisov à Moscou, le prix BMW de Musica Viva à Munich et le prix Theodor Koerner à Vienne, salué par le président de la République d'Autriche. Il a étudié au Mozarteum de Salzbourg et à l’Université de musique de Vienne et est titulaire d’un doctorat en philosophie. Son livre « Le Concept de la Polymédialité » a été récemment publié par Schott en Allemagne. Elia donne des conférences dans diverses universités, à Salzbourg, à Bruxelles, à Leipzig et à Séoul, et a été directeur artistique d'importantes initiatives avec la capitale européenne de la culture. Il est également élu membre ordinaire de l'Académie européenne des sciences et des arts.